# Chrysobothris potentillae
Chrysobothris potentillae är en skalbaggsart som beskrevs av Barr 1969. Chrysobothris potentillae ingår i släktet Chrysobothris och familjen praktbaggar. Inga underarter finns listade i Catalogue of Life.